# Pleonotoma tetraquetra
Pleonotoma tetraquetra là một loài thực vật có hoa trong họ Chùm ớt. Loài này được (Cham.) Bureau miêu tả khoa học đầu tiên năm 1868.